# Coccymys albidens
Coccymys albidens é uma espécie de roedor da família Muridae.
Apenas pode ser encontrada no seguinte país: Indonésia (Nova Guiné Ocidental).
Os seus habitats naturais são: florestas secas tropicais ou subtropicais e campos de gramíneas subtropicais ou tropicais secos de baixa altitude.